# Roger Jones
Roger Jones (Upton-upon-Severn, 8 novembre 1946) è un allenatore di calcio ed ex calciatore inglese, di ruolo portiere.

## Carriera

### Giocatore

#### Club
Dopo aver giocato nelle giovanili del Portsmouth trascorre la stagione 1964-1965 da aggregato alla prima squadra, senza però mai scendere in campo in partite ufficiali; nell'estate del 1965 si trasferisce al Bournemouth, club di terza divisione, con cui nella stagione 1965-1966 all'età di 19 anni esordisce tra i professionisti giocando 2 partite nella Third Division 1965-1966. A partire dalla stagione successiva diventa il portiere titolare delle Cherries, con la cui maglia gioca poi per tre stagioni e mezzo da titolare in questa categoria: dopo aver giocato 45 partite in ciascuno dei campionati tra il 1966 ed il 1969 e 23 partite nella prima metà della stagione 1969-1970, viene infatti ceduto al Blackburn: qui, conclude la stagione 1969-1970 giocando 5 partite in seconda divisione.
A partire dalla stagione 1970-1971 diventa il portiere titolare del Blackburn, che però proprio al termine di questa stagione (nella quale Jones gioca 45 partite nel campionato di Second Division) retrocede in terza divisione, categoria in cui gioca per un quadriennio fino alla vittoria della Third Division 1974-1975; nella stagione 1975-1976 Jones gioca poi altre 30 partite in secondad divisione, per venire in seguito ceduto a stagione in corso al Newcastle Utd, dopo 277 presenze in partite ufficiali (di cui 242 in partite di campionato) con il Blackburn. Con le Magpies conclude la stagione 1975-1976 giocando 5 partite in prima divisione, categoria in cui esordisce quindi all'età di 29 anni. Nella stagione 1976-1977 gioca ancora in questa categoria, prima al Newcastle (con cui non gioca però nessuna partita di campionato) e poi allo Stoke City, con cui gioca 2 partite retrocedendo in seconda divisione. Nei due anni seguenti gioca rispettivamente 39 e 41 partite di campionato in questa categoria con le Potteries, con cui al termine della stagione 1978-1979 conquista una promozione in prima divisione, categoria in cui nella stagione 1979-1980 gioca poi 19 partite.
Tra il 1980 ed il 1982 gioca 59 partite in seconda divisione con il Derby County e, nella parte finale della stagione 1981-1982, 4 partite in prima divisione con il Birmingham City, a cui viene ceduto in prestito dai Rams; nell'estate del 1982 scende di categoria e va a giocare in quarta divisione (l'unica delle categorie della Football League in cui non aveva mai giocato) allo York City, con cui nella stagione 1983-1984 vince il campionato, giocando infine un'ultima stagione in terza divisione, per complessive 122 partite di campionato con il club nell'arco di tre stagioni.
In carriera ha giocato complessivamente 693 partite nei campionati della Football League.

#### Nazionale
Il 30 maggio 1968 ha giocato una partita nella nazionale inglese Under-23, sul campo dei pari età dell'Ungheria, usciti vittoriosi dall'incontro con il punteggio di 1-0.

### Allenatore
Ha lavorato come vice per York City e Sunderland.

## Palmarès

### Giocatore

#### Competizioni nazionali
- Third Division: 1

Blackburn: 1974-1975
- Campionato inglese di quarta divisione: 1

York City: 1983-1984